# Freedom House
Freedom House je americká nevládní nezisková organizace, která je za svůj cíl prohlašuje hájení demokracie, politické svobody a lidských práv. Je známá pro své každoroční výroční zprávy, v nichž zveřejňuje hodnocení stupně demokratické svobody v jednotlivých zemí. Byla založena roku 1941 Wendellem Willkie a Eleanor Rooseveltovou.
Popisuje se jako „jasný hlas pro demokracii a svobodu po celém světě“, ačkoli někteří kritici tvrdí, že organizace je zaujatá ve prospěch USA.
Každoročně vydává zprávu Freedom in the World , která hodnotí míru politických svobod a občanských svobod každé země a která je často citována politology a novináři. Mezi další výroční zprávy patří Svoboda tisku a Svoboda na internetu, které monitorují cenzuru, zastrašování a násilí proti novinářům a přístup veřejnosti k informacím.

## Financování
Podle finančního výkazu za rok 2016 byla organizace z velké části financována federální vládou USA, granty od vlády Spojených států představovaly přibližně 86 % příjmů. Ještě v roce 2006 to bylo jen z 66 %.

## Kritika
Historicky byla organizace Freedom House kritizována ze strany osobností (Noam Chomsky, Edward S. Herman) i národních vlád za to, že straní americkým zájmům. To se podle kritiků promítá i do samotné definice demokracie, s níž organizace pracuje a kterou přímo ztotožňuje s tržní ekonomikou a ekonomickým liberalismem, čímž nebere ohled na různé ideologické pohledy na demokratické uspořádání. Podle studie Woutera P. Veenendaala Freedom House „výrazně přeceňuje formální aspekty demokracie namísto neformální analýzy mocenských a vlivových struktur... a mnohdy tak de facto vede k odklonu od podstaty demokracie jako systému“.
V roce 2018 kritizovala Freedom House řada konzervativních institucí za „antikonzervativní posun“. Organizace byla kritizována jako zaujatá proti konzervativním vládám a politikám, a také byla obviněna z upřednostňování progresivních a levicových myšlenek ve svém hodnotícím systému.
V květnu 2024 ruské úřady prohlásily Freedom House za „nežádoucí organizaci“.